# Palazzo della Ragione (Ferrara)
Palazzo della Ragione ve Ferraře se nacházel na náměstí Piazza Trento e Trieste na rohu s ulicí Corso Porta Reno. Byl postaven mezi lety 1315 a 1325, několikrát přestavěn a nakonec zbořen po požáru, který ho zničil v roce 1945. Na jeho místě byl postaven nový palác podle návrhu Marcella Piacentiniho.

## Historie

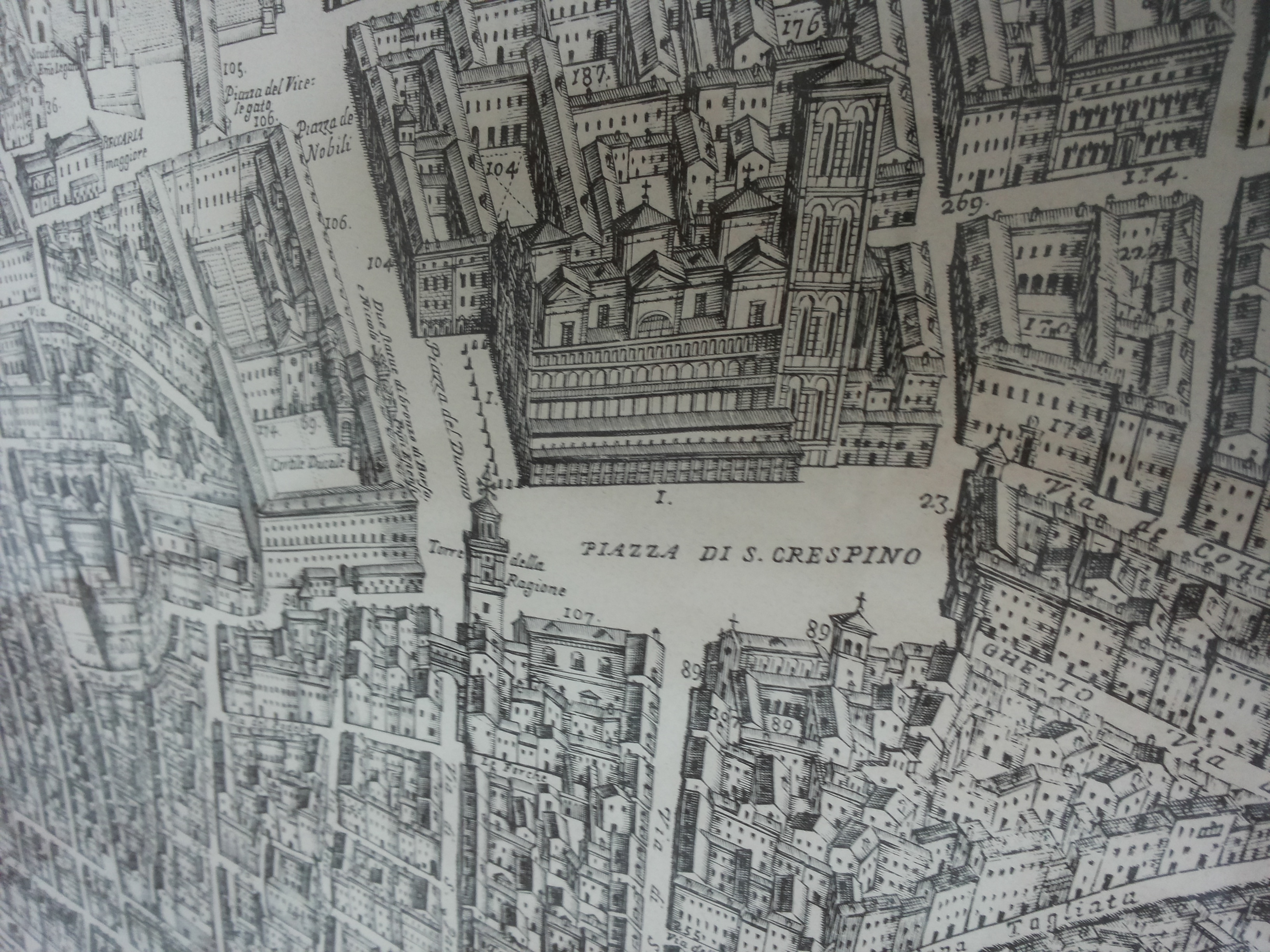
Tehdejší Piazza di San Crispino s Palazzo della Ragione na mapě Pianta ed alzato della città di Ferrara od Andrey Bolzoniho z roku 1747

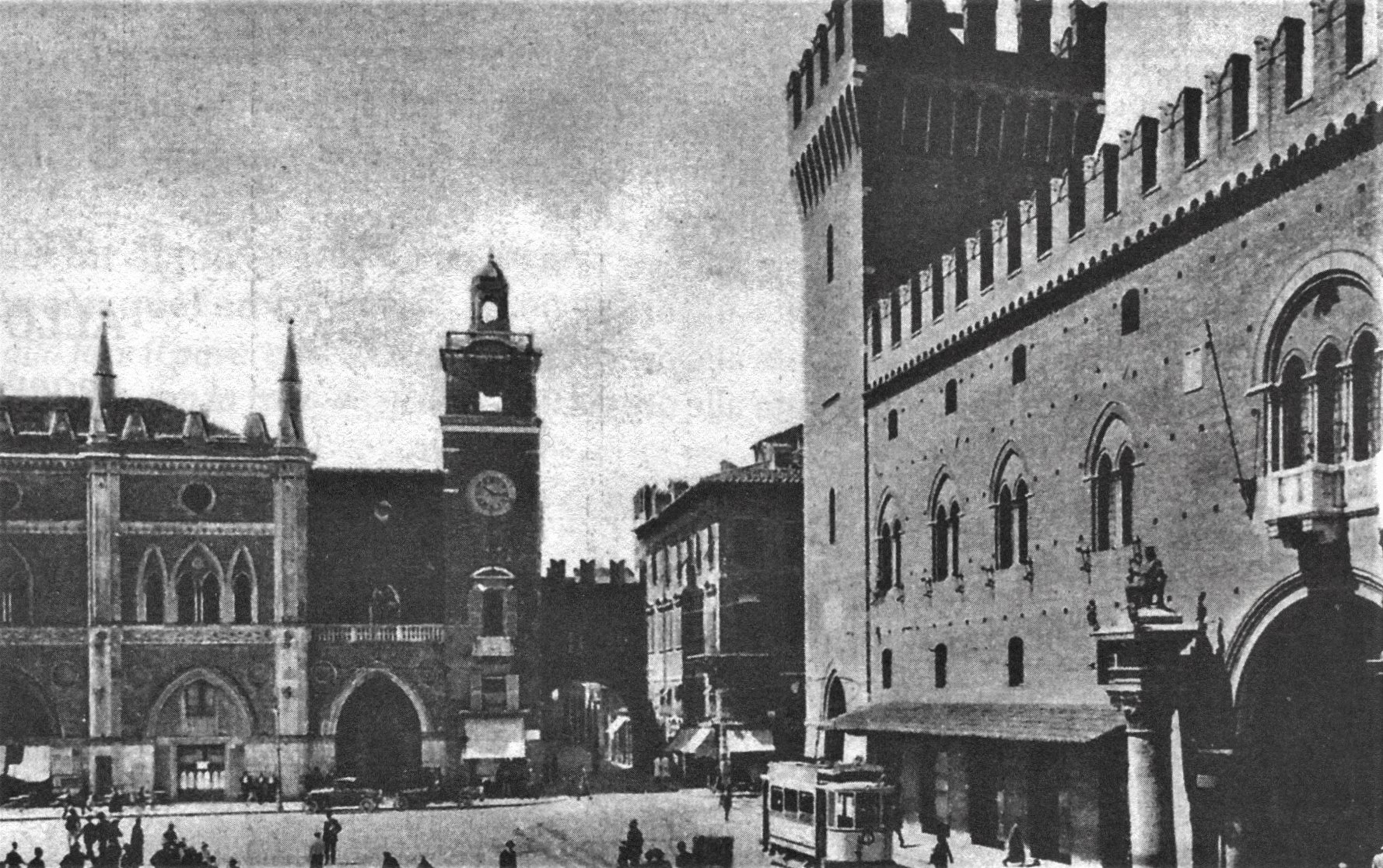
Palazzo della Ragione ve Ferraře v krátkém období mezi výstavbou Torre della Vittoria, dokončené v roce 1928, a požárem, který ho zničil krátce po osvobození města britskými jednotkami v roce 1945

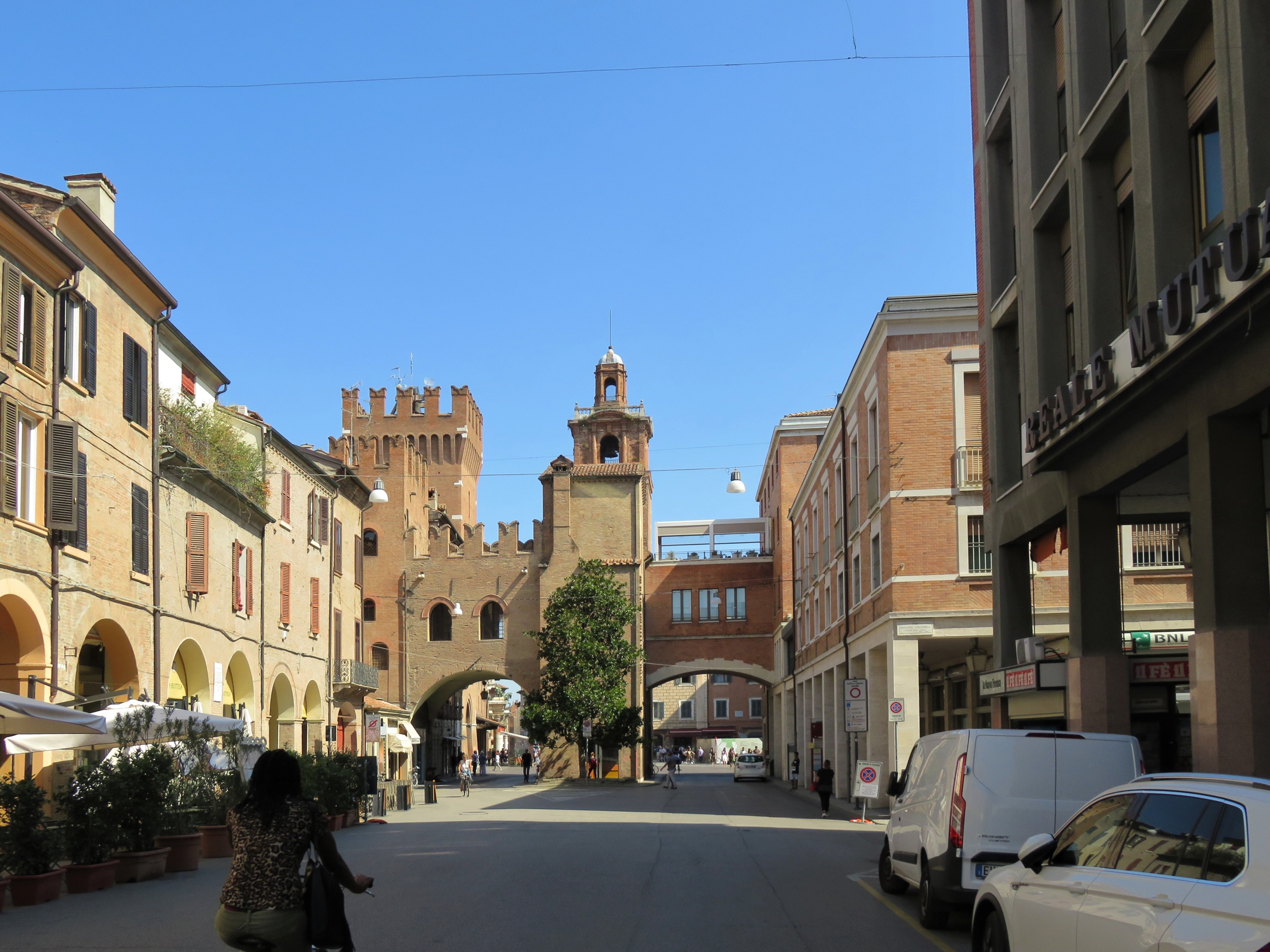
Severní část ulice Corso Porta Reno. Uprostřed hodinová věž mezi dvěma vstupy na náměstí. Vpravo část postavená v 50. letech 20. století, s Palazzo della Ragione a dalšími budovami.

Palác sloužil jako sídlo soudu ve Ferraře a také jako místo vykonávání poprav. Šlo ve skutečnosti o komplex budov, do něhož patřila Věž rebelů a Palác notářů. Stavba začala v roce 1315 a palác se nacházel vedle katedrály sv. Jiří ve Ferraře, na opačné straně tehdejšího náměstí Piazza delle Erbe.
Těla popravených byla po dlouhou dobu vystavována v oknech paláce. Za vlády rodu Este zde byli souzeni a popravováni všichni, kdo se účastnili spiknutí. Po spiknutí, které zorganizovali Giulio a Ferrante d'Este proti vévodovi Alfonsovi I., byli všichni vzbouřenci popraveni a jejich hlavy nabodnuty na kopí a umístěny na střechu paláce. Tento případ později zmínil také Ludovico Ariosto.
Palác měl gotickou architekturu a původní stavba se pravděpodobně podobala dosud zachovalému Palazzo della Ragione v Mantově. Utrpěl škody při požáru v roce 1472 a také během zemětřesení, které město postihlo v roce 1570.

### Rekonstrukce v 19. století

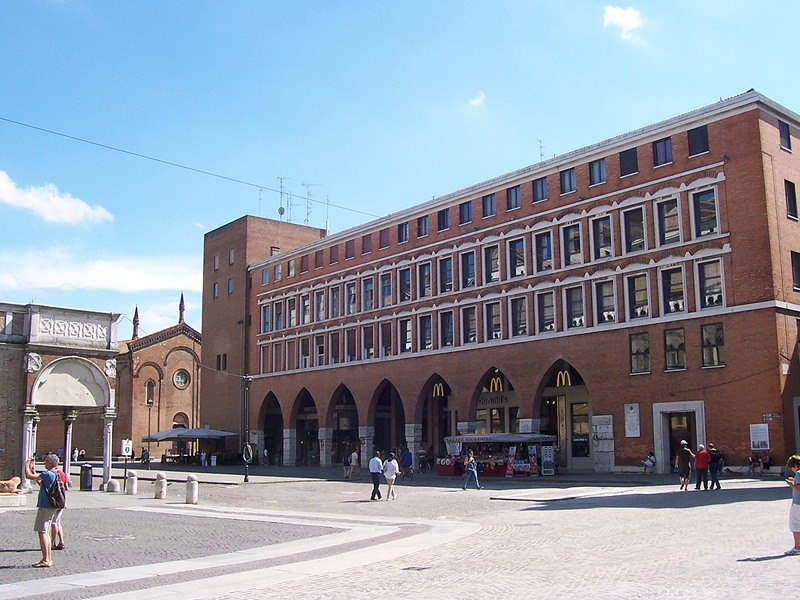
Modernější podoba paláce po rekonstrukci ve 20. století

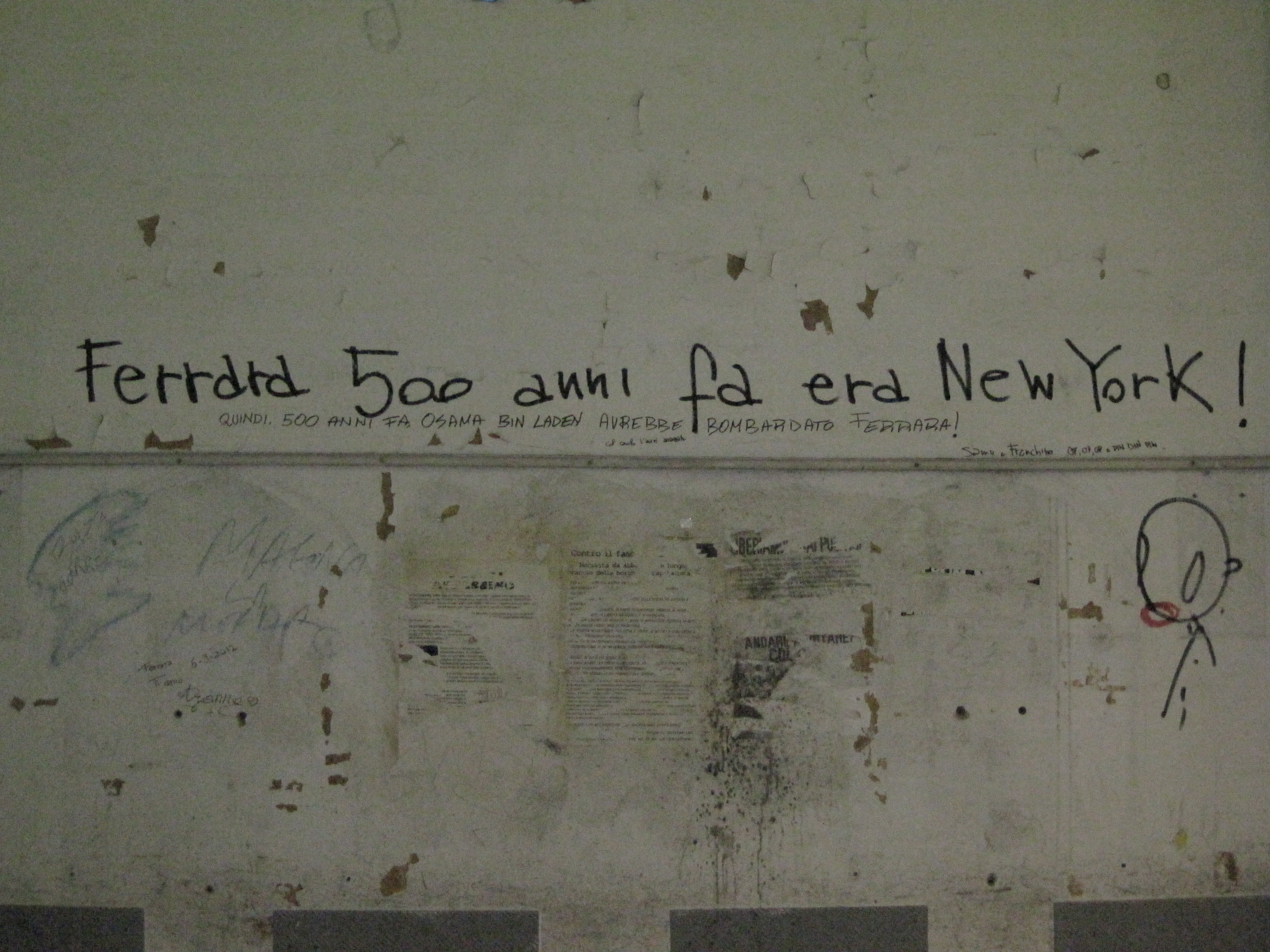
Krátce v roce 2012 se na vnitřní stěně podloubí Palazzo della Ragione na rohu s Corso Porta Reno objevil graffiti s nápisem „Ferrara před 500 lety byla New Yorkem“, na který se odkazuje Giovanni De Mauro v časopise Internazionale

Rekonstrukce v 19. století byla svěřena městskému architektovi a hlavnímu inženýrovi Giovannimu Tosimu, který při návrhu respektoval původní architekturu. Starší stavba, opuštěná po odchodu rodu Este a devoluci města, postupně chátrala. Její obnova v neogotickém stylu, která navrátila paláci lomené oblouky ze 14. století, vrátila městu významnou architektonickou památku, obohacenou o velkolepé vstupní schodiště.

### Rekonstrukce ve 20. století
V roce 1921 byl částečně zničen archiv soudu při požáru a stavba byla také poškozena při hašení plamenů. Dne 22. dubna 1945, dva dny před příchodem spojeneckých vojsk a osvobozením Ferarry, došlo k dalšímu požáru, který těžce poškodil budovu, z níž zůstaly pouze vnější zdi – stropy a střecha se zřítily. Při této události byla ztracena velká část dokumentace týkající se období fašismu.
Na fotografii z Archivu etnografického centra ve Ferraře je zachycena jednotka skotských vojáků, která pochoduje po Piazza Duomo s dosud nepoškozeným palácem v pozadí.
Budova byla znovu postavena téměř o deset let později, v letech 1954 až 1956, zatímco celé okolí bylo výrazně upraveno – například rozšířením Corso Porta Reno a demolicí většiny budov na jejím východním okraji.
Rekonstrukce spolu s urbanistickými změnami vedla k otevření druhého velkého vstupu na Piazza Trento e Trieste, čímž byla izolována Hodinová věž, která se nyní nachází uprostřed dvojitého průchodu. Projekt nového paláce byl svěřen Marcellovi Piacentinimu, který tak ve Ferraře realizoval jedno ze svých posledních děl, protože o čtyři roky později zemřel.

## Využití paláce
Původně budova sloužila jako soud a jako místo vykonávání trestů. Její prostory a fasáda na ferrarském centrálním náměstí byly za časů rodu Este využívány jako „divadelní scéna“ a zároveň k pořádání významných veřejných ceremonií, například oslav v roce 1502 při sňatku Alfonsa I. a Lucrezie Borgie.
Po požáru v roce 1512 byla budova přestavěna a od té doby plnila i funkci městského vězení, zatímco v přízemí se otevřely první obchodní prostory. Postupně ztrácela na významu až do rekonstrukce v 19. století. Spodní část budovy byla nadále využívána k obchodním účelům, zatímco horní část si zachovala justiční funkci, včetně sídla soudu, soudních kanceláří a archivů.
Od druhé poloviny 20. století, po poslední rekonstrukci, kterou provedl Marcello Piacentini, se způsob využití změnil: přízemí zůstalo komerčním prostorem, horní část se však proměnila v hotel. Od té doby je celá budova v soukromém vlastnictví.